# Novi Rezhet
Novi Rezhet (del ruso: Новый Режет) es un posiólok del raión de Apsheronsk del krai de Krasnodar, en Rusia. Está situada en las vertientes septentrionales del Cáucaso Occidental, a orillas del río Psheja, afluente del Bélaya, que lo es del Kubán, 31 km al sur de Apsheronsk y 109 km al sureste de Krasnodar, la capital del krai. Tenía 81 habitantes en 2010
Pertenece al municipio Otdaliónnoye.